# Adam Chan

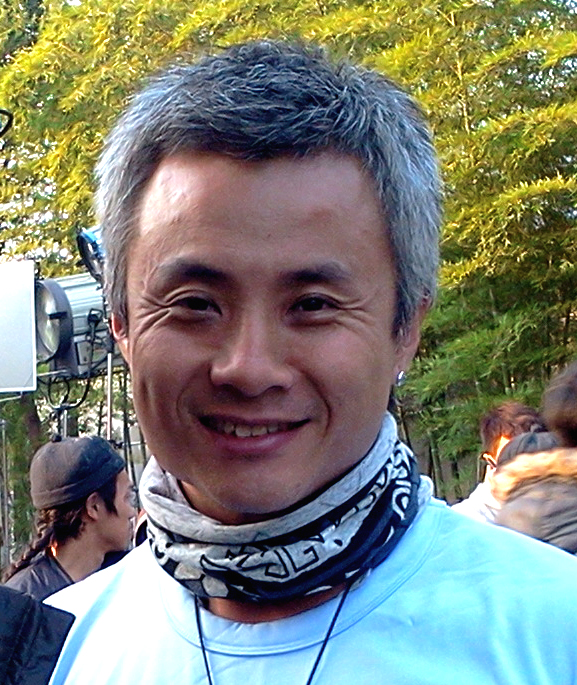
Adam Chan Chung Tai – 陳中泰, 2011

Adam Chan Chung-Tai (chinesisch 陳中泰 / 陈中泰, Pinyin Chén Zhōngtài, Jyutping Can4 Zung1taai3; * 20. Jahrhundert in Hongkong) ist ein chinesischer Schauspieler, Action-Choreograf und Regisseur aus Hongkong.

## Leben
1990 begann er, als Schauspieler in Hongkong Martial-Arts-Filme zu drehen. Als Action-Choreograf war er ab 1993 tätig.  Zuvor war er bereits mehrere Jahre als Regieassistent für die Actionszenen verantwortlich. (Assistant Action Director).

## Filmografie (Auswahl)

### Action-Choreograph
- Young Wisely 1 (1993)
- Young Wisely 2 (1994)
- Foreign Moon (1996)
- On Fire (1996)
- Thunder Cop (1996)
- Made in Hong Kong (1997)
- Cheap Killers (1998)
- Portland Street Blues (1998)
- Her Name Is Cat (1998)
- Bio Zombie (1998)
- Century of the Dragon (1999)
- The H.K. Triad (1999)
- Raped By An Angel 4: The Rapist's Union (1999)
- Bullets Over Summer (1999)
- Juliet in Love (2000)
- Clean My Name, Mr. Coroner! (2000)
- Don't Look Back… Or You'll Be Sorry!! (2000)
- Martial Angels (2001)
- Stowaway (2001)
- A Small Miracle (2001)
- The Stewardess (2002)
- Color of Pain (2002)
- The New Option (2002)
- Dry Wood Fierce Fire (2002)
- The Mummy, Aged 19 (2002)
- The Spy Dad (2003)
- Explosive City (2004)
- Herbal Tea (2004)
- Osaka Wrestling Restaurant (2004)
- Dating Death (2004)
- Kung Fu Mahjong (2005)
- Crazy n' the City (2005)
- Colour of the Loyalty (2005)
- Moments of Love (2005)
- Undercover (2007)
- My Wife Is a Gambling Maestro (2008)
- The Vampire Who Admires Me (2008)
- I Corrupt All Cops (2009)
- Seven 2 One (2009)

### Assistant Action Director
- Saviour of the Soul (1991)
- Naked Killer (1992)
- Warriors: The Black Panther (1993)
- Legend of the Liquid Sword (1993)
- Let's Go Slam Dunk (1994), auch Assistant Director
- The Adventurers (1995)
- Hong Kong Show Girl (1996)
- No Problem 2 (2002)
- Perhaps Love (2005)
- Beast Stalker (2008)
- Playboy Cops (2008)
- Turning Point (2009)

### Schauspieler
- 1990: Till Death Shall We Start
- 1991: Lover at Large
- 1991: American Shaolin
- 1991: Fist of Fury 1991
- 1991: The Tigers
- 1991: Lee Rock
- 1992: Saviour of the Soul II
- 1992: Operation Scorpio
- 1992: Fist of Fury 1991 II
- 1992: Game Kids
- 1992: Ghost Punting
- 1992: Gun n' Rose
- 1993: Legend of the Liquid Sword
- 1993: Women on the Run
- 1993: Young Wisely 1
- 1993: The Bare-Footed Kid
- 1994: Gambling Baron
- 1994: The Bodyguard from Beijing
- 1995: The Armed Policewoman
- 1995: Mean Street Story
- 1995: Teenage Master
- 1995: Don't Give a Damn
- 1995: Die Harder
- 1996: Young and Dangerous 3
- 1996: Combo Cops
- 1996: Thunder Cop
- 1996: Hong Kong Show Girl
- 1996: God of Gamblers 3 – The Early Stage
- 1997: Armageddon
- 1997: The Island of Greed
- 1997: Made in Hong Kong
- 1997: Walk In
- 1999: Century of the Dragon
- 1999: Gen-X Cops
- 1999: Raped By An Angel 4: The Rapist's Union
- 2000: Juliet in Love
- 2000: Fist Power
- 2002: The New Option
- 2002: No Problem 2
- 2002: So Close
- 2004: Explosive City
- 2005: Crazy n' the City
- 2007: Bullet & Brain
- 2008: Playboy Cops
- 2009: Shinjuku Incident
- 2009: I Corrupt All Cops
- 2009: Turning Point
- 2010: Fire of Conscience
- 2010: Black Ransom
- 2010: Triple Tap
- 2010: The Most Dangerous Man